# SN 2007js
SN 2007js – supernowa typu Ia odkryta 5 września 2007 roku w galaktyce A203648+0005. W momencie odkrycia miała maksymalną jasność 20,20m.